# 桂明日香
桂 明日香（かつら あすか、本名同じ、3月15日 - ）は、日本の漫画家、イラストレーター。北海道出身、東京都在住。角川書店の第15回エース&ネクスト新人漫画賞佳作受賞作「螺子とランタン」にて2003年にデビュー。代表作は『ハニカム』、『花やしきの住人たち』、『わくらばん』、『レディ・ハニカム』など。

## 作品リスト

### 漫画
- 螺子とランタン（2003年 - 2004年、角川書店刊、『少年エース』、全1巻）
- コゼットの肖像（原作：COSSETTE HOUSE／ANIPLEX、2004年 - 2005年、講談社刊、『マガジンZ』、全2巻） - OVAの漫画化作品
- そこはぼくらの問題ですから（2005年、太田出版刊、『マンガ・エロティクスF』、全1巻）
  - ドラマCD「そこはぼくらの問題ですから」（2009年、株式会社フロンティアワークス/ジェネオン・ユニバーサル・エンターテイメント、FCCC-0146）出演：六朗役 杉田智和、潔良役 高橋美佳子、ヤエコ役 甲斐田裕子 他
- BLOOD+（原作：Production I.G／ANIPLEX、2005年 - 2007年、角川書店刊、『少年エース』、全5巻） - TVアニメの漫画化作品
- ハニカム（2007年 - 2011年、アスキー/アスキー・メディアワークス刊、『週刊アスキー』、全5巻）
  - レディ・ハニカム（2015年 - 2016年、KADOKAWA/アスキー・メディアワークス刊、『週刊アスキー』、全1巻）
- 花やしきの住人たち（2007年 - 2008年、『少年エース』、全3巻）
- 神話ポンチ（2009年 - 2010年、スクウェア・エニックス刊、『ヤングガンガン』、全2巻）
- 美少年名言集（2009年 - 2011年、太田出版刊、『マンガ・エロティクスF』、全1巻）
- ビリオネアガール（原作：支倉凍砂、2009年 - 2013年、講談社刊、『good!アフタヌーン』、全3巻）
- わくらばん（2012年 - 2014年、KADOKAWA/アスキー・メディアワークス刊、『週刊アスキー』、全4巻）
- スロウハイツの神様（2016年 - 2019年、講談社刊、『ハツキス』2016年11月号[6] - 11号、全4巻）
- 47歳、V系 （2019年 - 2022年、『コミックDAYS』、全5巻）
- 少年吸血鬼の軟禁部屋（2022年 - 2024年、『ミステリーボニータ』2022年2月号[7] - 2024年11月号[8]、全3巻）

### 挿絵
- ハンガー・ゲーム（2009年、メディアファクトリー刊、原作：スーザン・コリンズ、翻訳：河井直子）

### その他
- はなまる幼稚園 第5話（2010年）エンドカード
- うーさーのその日暮らし 覚醒編 第5話（2012年）エンドカード